# SM-liiga 2000/01
Die Saison 2000/01 war die 26. Spielzeit der SM-liiga. Zum neunten Mal seit der Gründung der SM-liiga und zum zehnten Mal insgesamt wurde TPS Turku Finnischer Eishockey-Meister.

## Reguläre Saison

### Modus
Jedes Team musste viermal gegen jedes andere Team in der Liga und achtmal zusätzlich gegen örtlich nahegelegene Mannschaften spielen. Jedes Spiel bestand aus drei Dritteln à 20 Minuten. Im Fall, dass nach der regulären Spielzeit kein Sieger gefunden war, wurde das Spiel als unentschieden gewertet.
Ein Sieg in der regulären Spielzeit brachte einer Mannschaft zwei Punkte. Ein Unentschieden wurde mit einem Punkt vergütet. Für eine Niederlage gab es keine Punkte.

### Abschlusstabelle
Abkürzungen: Sp = Spiele, S = Siege, U = Unentschieden, N = Niederlagen, T = Tore, GT = Gegentore, TD = Tordifferenz
| Pl  | Mannschaft | Sp | S  | U  | N  | T   | GT  | TD  | Punkte |
| --- | ---------- | -- | -- | -- | -- | --- | --- | --- | ------ |
| 1.  | Jokerit    | 56 | 35 | 7  | 14 | 184 | 128 | +56 | 77     |
| 2.  | TPS        | 56 | 36 | 4  | 16 | 186 | 115 | +71 | 76     |
| 3.  | Tappara    | 56 | 32 | 5  | 19 | 166 | 134 | +32 | 69     |
| 4.  | HIFK       | 56 | 26 | 7  | 23 | 173 | 171 | +2  | 59     |
| 5.  | Ilves      | 56 | 24 | 11 | 21 | 147 | 146 | +1  | 59     |
| 6.  | Lukko      | 56 | 21 | 14 | 21 | 146 | 146 | ±0  | 56     |
| 7.  | Pelicans   | 56 | 22 | 11 | 23 | 170 | 164 | 6   | 55     |
| 8.  | Kärpät     | 56 | 23 | 8  | 25 | 165 | 178 | −13 | 54     |
| 9.  | Blues      | 56 | 22 | 8  | 26 | 154 | 152 | +2  | 52     |
| 10. | SaiPa      | 56 | 24 | 3  | 29 | 152 | 154 | −2  | 51     |
| 11. | HPK        | 56 | 22 | 7  | 27 | 161 | 180 | −19 | 51     |
| 12. | JYP        | 56 | 15 | 9  | 32 | 136 | 185 | −49 | 39     |
| 13. | Ässät      | 56 | 11 | 8  | 37 | 141 | 228 | −87 | 30     |

### Topscorer
Abkürzungen: T = Tore, A = Assists
| Pl  | Spieler           | Mannschaft | T  | A  | Punkte |
| --- | ----------------- | ---------- | -- | -- | ------ |
| 1.  | Petri Varis       | Jokerit    | 27 | 43 | 70     |
| 2.  | Jaroslav Bednář   | HIFK       | 32 | 28 | 60     |
| 3.  | Tony Virta        | TPS        | 27 | 32 | 59     |
| 4.  | Vladimír Machulda | SaiPa      | 29 | 28 | 57     |
| 5.  | Kimmo Rintanen    | TPS        | 23 | 33 | 56     |
| 6.  | Jukka Hentunen    | Jokerit    | 27 | 28 | 55     |
| 7.  | Jussi Tarvainen   | Tappara    | 23 | 32 | 55     |
| 8.  | Tommi Turunen     | Pelicans   | 21 | 34 | 55     |
| 9.  | Petr Ton          | JYP        | 31 | 31 | 52     |
| 10. | Pavel Rosa        | HPK        | 25 | 26 | 51     |

## Play-offs

### Modus
Die Plätze 1–8 waren automatisch für die Play-offs qualifiziert. Für die jeweils nächste Runde qualifizierten sich die Mannschaften, die im Viertel- und Halbfinale gegen ihren Gegner von fünf Spielen die meisten gewonnen hatten. Die Sieger der Halbfinals zogen ins Finale ein, während die Verlierer im kleinen Finale um den dritten Platz spielten. Im Finale wurden ebenfalls fünf Spiele gespielt. Wer die meisten Spiele gewann, war Sieger der Saison. In der Runde um Platz 3 wurde lediglich ein Spiel gespielt. Die jeweiligen Gegner wurden so zusammengestellt, dass die bestplatzierte Mannschaft gegen die schlechteste spielt, die zweitbeste, gegen die zweitschlechteste, und so weiter. Ein Spiel dauerte, so wie in der Hauptsaison, insgesamt 60 Minuten. Nach der regulären Zeit wurden Verlängerungen von jeweils 20 Minuten Länge gespielt, bis ein Sieger durch ein entscheidendes Tor gefunden wurde.

### Turnierbaum
|  | Viertelfinale   | Viertelfinale    |                  |                | Halbfinale       | Halbfinale |  |  | Finale   | Finale   |
|  |                 |                  |                  |                |                  |            |  |  |          |          |
|  | 22. – 25.3.2001 |                  |                  |                |                  |            |  |  |          |          |
|  | TPS             | 3                |                  |                |                  |            |  |  |          |          |
|  | TPS             | 3                | 31.3. – 3.4.2001 |                |                  |            |  |  |          |          |
|  | Pelicans        | 0                |                  |                |                  |            |  |  |          |          |
|  | Pelicans        | 0                | TPS              | 3              |                  |            |  |  |          |          |
|  |                 |                  | TPS              | 3              |                  |            |  |  |          |          |
|  |                 | Kärpät           | 0                |                |                  |            |  |  |          |          |
|  | Jokerit         | Kärpät           | 0                | 2              |                  |            |  |  |          |          |
|  | Jokerit         |                  |                  | 2              |                  |            |  |  |          |          |
|  | Kärpät          | 3                |                  | 8. – 14.4.2001 | 8. – 14.4.2001   |            |  |  |          |          |
|  | 22. – 29.3.2001 | 22. – 29.3.2001  | TPS              | 3              |                  |            |  |  |          |          |
|  | 22. – 25.3.2001 | 22. – 25.3.2001  |                  | Tappara        | 1                |            |  |  |          |          |
|  | Tappara         | 3                |                  |                |                  |            |  |  |          |          |
|  | Lukko           | 0                |                  |                |                  |            |  |  |          |          |
|  | Lukko           | 0                | Tappara          | 3              |                  |            |  |  |          |          |
|  |                 |                  | Tappara          | 3              | Spiel um Platz 3 |            |  |  |          |          |
|  |                 | Ilves            | 0                |                |                  |            |  |  |          |          |
|  | HIFK            | Ilves            | 0                | 2              | Ilves            | 1          |  |  |          |          |
|  | HIFK            | 31.3. – 3.4.2001 |                  | 2              | Ilves            | 1          |  |  |          |          |
|  | Ilves           | 3                |                  | Kärpät         | 0                |            |  |  |          |          |
|  | Ilves           | 3                |                  |                | 0                |            |  |  |          |          |
|  | 23. – 29.3.2001 | 23. – 29.3.2001  |                  |                |                  |            |  |  | 6.4.2001 | 6.4.2001 |

### Viertelfinale
| TPS – Pelicans                 | TPS – Pelicans | TPS – Pelicans | TPS – Pelicans |
| ------------------------------ | -------------- | -------------- | -------------- |
| 22. März                       | TPS            | Pelicans       | 3-0            |
| 24. März                       | Pelicans       | TPS            | 0-4            |
| 25. März                       | TPS            | Pelicans       | 6-1            |
| TPS gewinnt die Runde mit 3:0. |                |                |                |

| Jokerit – Kärpät                  | Jokerit – Kärpät | Jokerit – Kärpät | Jokerit – Kärpät |
| --------------------------------- | ---------------- | ---------------- | ---------------- |
| 22. März                          | Jokerit          | Kärpät           | 2-1              |
| 24. März                          | Kärpät           | Jokerit          | 7-2              |
| 25. März                          | Jokerit          | Kärpät           | 1-2              |
| 27. März                          | Kärpät           | Jokerit          | 0-2              |
| 29. März                          | Jokerit          | Kärpät           | 0-1              |
| Kärpät gewinnt die Runde mit 3:2. |                  |                  |                  |

| Tappara – Lukko                    | Tappara – Lukko | Tappara – Lukko | Tappara – Lukko |
| ---------------------------------- | --------------- | --------------- | --------------- |
| 22. März                           | Tappara         | Lukko           | 3-2             |
| 24. März                           | Lukko           | Tappara         | 1-3             |
| 25. März                           | Tappara         | Lukko           | 5-3             |
| Tappara gewinnt die Runde mit 3:0. |                 |                 |                 |

| HIFK – Ilves                     | HIFK – Ilves | HIFK – Ilves | HIFK – Ilves |
| -------------------------------- | ------------ | ------------ | ------------ |
| 23. März                         | HIFK         | Ilves        | 0-1 n. V.    |
| 24. März                         | Ilves        | HIFK         | 2-4          |
| 26. März                         | HIFK         | Ilves        | 0-3          |
| 28. März                         | Ilves        | HIFK         | 0-3          |
| 29. März                         | HIFK         | Ilves        | 2-3          |
| Ilves gewinnt die Runde mit 3:2. |              |              |              |

### Halbfinale
| TPS – Kärpät                   | TPS – Kärpät | TPS – Kärpät | TPS – Kärpät |
| ------------------------------ | ------------ | ------------ | ------------ |
| 31. März                       | TPS          | Kärpät       | 6-1          |
| 1. April                       | Kärpät       | TPS          | 2-4          |
| 3. April                       | TPS          | Kärpät       | 4-1          |
| TPS gewinnt die Runde mit 3:0. |              |              |              |

| Tappara – Ilves                    | Tappara – Ilves | Tappara – Ilves | Tappara – Ilves |
| ---------------------------------- | --------------- | --------------- | --------------- |
| 31. März                           | Tappara         | Ilves           | 5-1             |
| 1. April                           | Ilves           | Tappara         | 1-4             |
| 3. April                           | Tappara         | Ilves           | 3-2 n. V.       |
| Tappara gewinnt die Runde mit 3:0. |                 |                 |                 |

### Dritter Platz
| HPK – TPS             | HPK – TPS | HPK – TPS | HPK – TPS |
| --------------------- | --------- | --------- | --------- |
| 6. April              | Ilves     | Kärpät    | 2-0       |
| Ilves gewinnt Bronze. |           |           |           |

### Finale
| TPS – Tappara                                                 | TPS – Tappara | TPS – Tappara | TPS – Tappara |
| ------------------------------------------------------------- | ------------- | ------------- | ------------- |
| 8. April                                                      | TPS           | Tappara       | 4-3           |
| 10. April                                                     | Tappara       | TPS           | 3-0           |
| 12. April                                                     | TPS           | Tappara       | 2-1           |
| 14. April                                                     | Tappara       | TPS           | 1-2 n. V.     |
| TPS gewinnt die Meisterschaft mit 3:1. Tappara erhält Silber. |               |               |               |

### Finnischer Meister
| Finnischer Meister TPS Turku | Torhüter: Antero Niittymäki, Fredrik Norrena Verteidiger: Kimmo Eronen, Martti Järventie, Mika Lehtinen, Jouni Loponen, Ilkka Mikkola, Tommi Rajamäki, Markus Seikola, Henrik Tallinder Angreifer: Teemu Elomo, Michael Holmqvist, Niko Kapanen, Jani Kiviharju, Mikko Koivu, Joni Lius, Mikko Rautee, Kimmo Rintanen, Miikka Rousu, Kalle Sahlstedt, Marco Tuokko, Ville Vahalahti, Jarkko Varvio, Tony Virta Cheftrainer: Hannu Jortikka |

### Topscorer
Abkürzungen: T = Tore, A = Assists
| Pl | Spieler          | Mannschaft | T | A | Punkte |
| -- | ---------------- | ---------- | - | - | ------ |
| 1. | Alexander Barkow | Tappara    | 2 | 9 | 11     |
| 2. | Jussi Tarvainen  | Tappara    | 8 | 2 | 10     |
| 3. | Jouni Loponen    | TPS        | 2 | 7 | 9      |
| 4. | Kimmo Rintanen   | TPS        | 4 | 4 | 8      |
| 5. | Kalle Sahlstedt  | TPS        | 5 | 2 | 7      |

## Auszeichnungen
| Auszeichnung                 | Gewinner        | Mannschaft |
| ---------------------------- | --------------- | ---------- |
| Aarne-Honkavaara-Trophäe     | Jaroslav Bednář | HIFK       |
| Jari-Kurri-Trophäe           | Jussi Tarvainen | Tappara    |
| Jarmo Wasaman muistopalkinto | Toni Dahlman    | Ilves      |
| Kalevi-Numminen-Trophäe      | Hannu Jortikka  | TPS        |
| Kultainen kypärä             | Kimmo Rintanen  | TPS        |
| Lasse-Oksanen-Trophäe        | Tony Virta      | TPS        |
| Matti-Keinonen-Trophäe       | Jouni Loponen   | TPS        |
| Pekka-Rautakallio-Trophäe    | Jouni Loponen   | TPS        |
| Raimo-Kilpiö-Trophäe         | Kimmo Rintanen  | TPS        |
| Urpo-Ylönen-Trophäe          | Jussi Markkanen | Tappara    |
| Veli-Pekka-Ketola-Trophäe    | Petri Varis     | Jokerit    |